# 劉奉
劉奉，原名劉麒，字仲輝，江西饒州府樂平縣人，明朝政治人物、進士出身。

## 生平
洪武十八年，登進士，授貴溪縣縣丞。